# Stripeikiai (Ignalina)
Stripeikiai è un insediamento del distretto di Ignalina della contea di Utena, nell’est della Lituania. Secondo un censimento del 2011, la popolazione ammonta a soli 5 abitanti. Non va confusa con un'altra Stripeikiai, appartenente al distretto di Joniškis.
Rientra nell’areale del parco nazionale dell'Aukštaitija.
Il villaggio si trova sulla tratta Palūšė-Tauragnai, percorribile attualmente dai turisti a piedi. Un altro edificio storico molto vicino è il mulino ad acqua di Ginučiai. A Stripeikiai ha sede l'unico museo di apicoltura della Lituania (aperto il 1984).

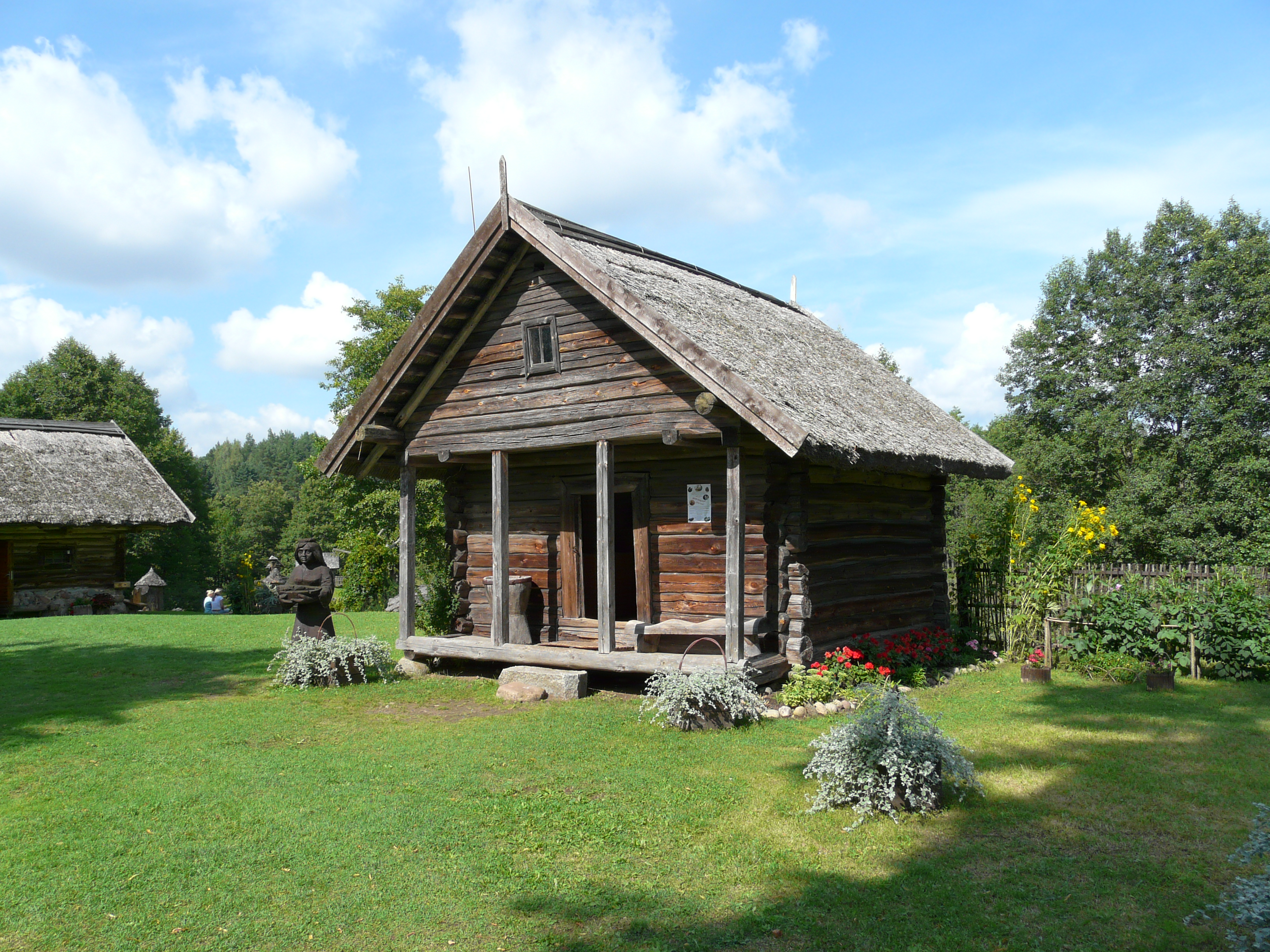
Museo dell’apicoltura

## Storia
Il villaggio è menzionato per la prima volta in una cronaca dell'Ordine livoniano del 1357, sebbene la gente probabilmente vivesse lì già da prima. Ci sono tre gruppi di tumuli sepolcrali (15 in totale) lungo la strada per Kirdeikiai, dove sono sepolti i vecchi abitanti di Stripeikiai. È il più antico insediamento del parco nazionale. Successivamente il villaggio appartenne al vescovo di Vilnius Labanoras. Già allora era famoso per l'apicoltura, perché il tributo al vescovo era pagato in miele e cera.

## Musei
Stripeikiai è famoso per il museo di apicoltura della Lituania (operativo dal 1984), dove è possibile vedere arnie antiche, strumenti per l’apicoltura, prodotti realizzati grazie alle api e conoscere la storia dell'apicoltura in Lituania. Il museo fu fondato da Bronius Kazlas su una delle colline locali. C'è una scultura di un dio pagano della mitologia lituana all’ingresso principale. L'autore delle composizioni scultoree è l'artista Teofilis Patiejūnas.